# رينيه فورتوناتو
رينيه فورتوناتو هو كاتب سيناريو ومخرج دومينيكاني، ولد في 1 فبراير 1958 في سانتو دومينغو في جمهورية الدومينيكان.

## وصلات خارجية
- رينيه فورتوناتو على موقع IMDb (الإنجليزية)
- رينيه فورتوناتو على موقع أول موفي (الإنجليزية)
- رينيه فورتوناتو على موقع كينوبويسك (الروسية)